# Синкретизм (мовознавство)
У мовознавстві синкретизм (грец. συνκρητισμός — з’єднання) — формальне нерозрізнення, злиття в одній формі різнорідних мовних елементів. Явище синкретизму притаманне всім рівням мовної структури, однак на кожному з рівнів має специфічні особливості. Синкретизм пов’язаний, з одного боку, з нейтралізацією, з іншого — з процесами взаємоперехідності одиниць мови. На фонологічному рівні він збігається з нейтралізацією. На граматичному й лексично-семантичному рівнях явище синкретизму значно багатше і складніше. Тут поряд з інтеграцією двох чи більше значень в одній формі спостерігаємо перехідні, проміжні явища, що робить нечіткими й схематичними навіть найдокладніші класифікації лексично-граматичних класів, синтаксичних структур, лексично-семантичних варіантів слів.